# Людвіг Фрідріх (герцог Вюртемберг-Монбельяр)
Людвіг Фрідріх (нім. Ludwig Friedrich; 29 січня 1586 — 26 січня 1631) — 1-й герцог Вюртемберг-Монбельяр в 1617—1631 роках.

## Життєпис
Походив з Вюртемберзького дому, гілки Монбельяр. Третій син Фрідріха I, графа Монбельяра, та Сибіли Ангальтської. Народився 1586 року в Монбельярі. У 1593 році його батько став герцогом Вюртембергу, тому Людвіг Фрідріх з родиною перебирається до Шттугарта, де здобув освіту.
1608 року після смерті батька герцогство Вюртемберг успадкував старший брат Йоганн Фрідріх. Невдовзі Людвіг Фрідріх разом з іншими братами став наполягати на поділі родинних володінь. Він відбувся 1617 року, внаслідок чого Людвіг Фрідріх отримав володіння Лівобережжя Рейну — графство Монбельяр, Райхенвайхер і Горбург з титулом герцога. Того ж року одружився з представницею Гессенського дому.
З початком активних бойових дій Тридцятирічної війни у 1620 році його володіння зазнали грабунків, до яких додалися епідемії та голод. 1624 року помирає дружинна герцога. Він одружився вдруге 1625 року.
1628 року після смерті старшого брата Йоганна Фрідріха став опікуном свого небожа Ебергарда III в герцогстві Вюртемберг. Виступив проти Едикта про реституцію імператора Фердинанда II Габсбурга, оскільки у випадку його виконання герцогство Вюртемберг втрачало 1/3 своїх земель.
1630 року через хворобу зрікся регентства, повернувшись до Монбельяра, де помер 1631 року.

## Родина
1. Дружина — Єлизавета Магдалена, донька Людвіга V, ландграфа Гессен-Дармштадту
Діти:
- Христоф (1620—1621)
- Генрієтта Луїза (1623—1650), дружина Альбрехта II Гогенцоллернна, маркграфа Бранденбург-Ансбаського
- Леопольд Фрідріх (1624—1662), 2-й герцог Вюртемберг-Монбельяр

2. Дружина — Анна Елеонора, донька графа Йогана Казимира Нассау-Вайлбург-Глайберг
Діти:
- Георг (1626—1699), 3-й герцог Вюртемберг-Монбельяр
- Генріх (1627—1628)
- Георгія Людвіга (1630)